# モルテン・スコウボ
モルテン・スコウボ（Morten Skoubo、1980年6月30日 - ）は、デンマーク・ホルスタブロ出身のサッカー選手。ポジションは、FW。

## 所属クラブ
- 1999-2002  FCミッティラン
- 2002-2004  ボルシア・メンヒェングラートバッハ
- 2004 ウェスト・ブロムウィッチ・アルビオンFC (loan)
- 2004-2006 ブレンビーIF
- 2006-2008 レアル・ソシエダ
- 2008-2011 FCユトレヒト
- 2009-2011 ローダJC (loan)
- 2011-2013 オーデンセBK
- 2014-2015 デリー・ディナモスFC

## タイトル

### クラブ
ブレンビーIF
- デンマーク・スーペルリーガ : 2004－05
- デンマーク・カップ : 2004-05